# Себешки национални парк
Себешки национални парк (рус. Национальный парк «Себежский») заштићено је подручје са статусом националног парка на крајњем западу европскг дела Руске Федерације. Налази се на крајњем југозападу Псковске области, у јужном делу њеног Себешког рејона. Парк је званично основан 8. јануара 1996. и једино је заштићено подручје тог типа на подручју Псковске области. Парк је основан са циљем заштите богатог биљног и животињског екосистема и јединственог рељефа глацијалног порекла на том простору.
Територија националног парка Себешки обухвата подручје површине 50.021 хектара иу смештена је на водоразделном басену река Великаје на северу и Западне Двине (Даугаве) на југу, а готово све реке унутар парка налазе се у басену Западне Двине. Најважније реке које теку пеко територије парка су Чернеја, Нишча и Свољна. Од бројних глацијалних језера величином се издвајају Себешко, Ороно, Бело, Нечерица, Осино и Нишча.
Град Себеж налази се на северној граници парка.
На подручју парка обитава 291 врста кичмењака, укључујући и две врсте паклара, 30 врста риба, 8 врста амфибија, 5 врста рептила, 202 врсте птица и 49 врста сисара. Од већих сисара на подручју парка обитавају мрки медвед, рис, вук, дивља свиња, лос и срна. Подручје је обрасло густим шумама, а најдоминантније врсте су бор, смрча и јова.